# Willem Anthony Engelbrecht
Willem Anthony Engelbrecht (Batavia, 10 februari 1839 - Den Haag, 28 oktober 1921) was een Nederlands jurist en een van de voorlopers van de zogenaamde ethische politiek in Nederlands-Indië.

## Familie

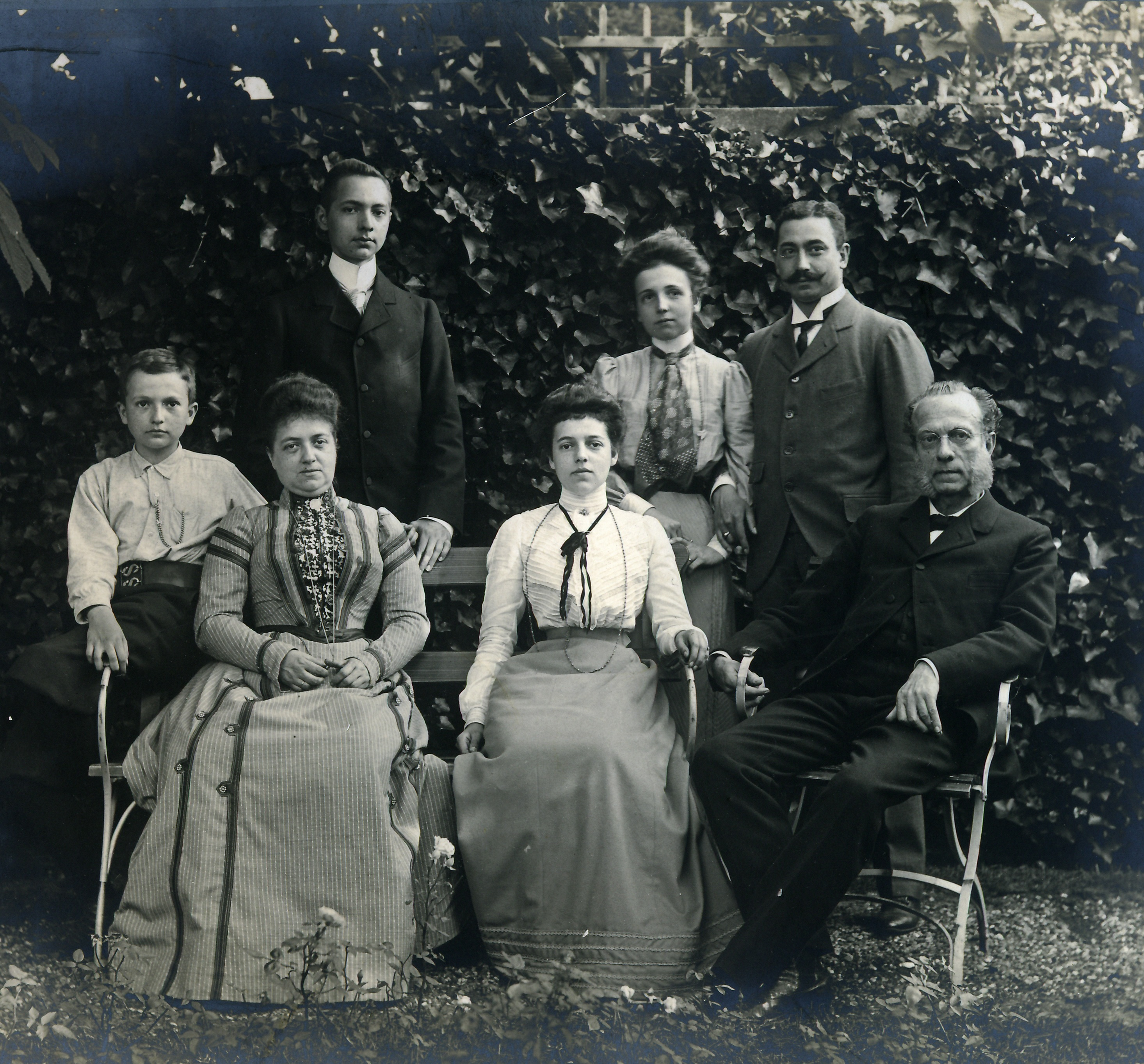
Willem A. Engelbrecht en zijn gezin in 1905 (v.l.n.r. (staande) Willem B. Engelbrecht en Adolphine H. Engelbrecht met haar echtgenoot Joan Arendsen de Wolff. (zittend:) Edwin M.L. Engelbrecht, Berendina Engelbrecht geb. Pepfenhauser, Nisette C. Engelbrecht en Willem Anthony Engelbrecht

Engelbrecht behoorde tot het Nederlandse geslacht Engelbrecht dat in 1960 werd opgenomen in het Nederland's Patriciaat. Engelbrecht werd geboren als tweede zoon van de Nederlandse marine-officier en hoofdadministrator van de Koninklijke Marine in Nederlands-Indië, Frederik Cornelis Engelbrecht (1804-1869) en diens vrouw Johanna Nons (1813-1894) in een gezin van 9 kinderen. Alle kinderen kregen een goede opleiding en de meesten van hen bezetten belangrijke posities in de koloniale administratie, de marine of trouwden met collega's van hun broers. Hij trouwde tweemaal en had 7 kinderen. Zijn eerste vrouw Maria Annetta Emilie Canter Visscher (1839-1865) was afkomstig uit een oud Nederlands-Indisch geslacht. Haar vader Johannes Theodorus Canter Visscher behoorde tot de progressieve Nederlands-Indische grondbezitters en was bevriend met het kamerlid baron Wolter Robert van Hoëvell die onder andere de aanstoot had gegeven tot de afschaffing van de slavernij in Nederlands-Indië en op misstanden aldaar had gewezen. Engelbrecht trouwde met haar op 3 september 1862 in Den Haag. Uit het huwelijk kwam één kind voort, zijn zoon mr. Johannes Frederik Engelbrecht (1863-1911) die zelf later als jurist lid van de Hoge Raad van Nederlands-Indië werd. Zijn vrouw stierf echter al vroeg.
Hij hertrouwde op 7 juni 1877 in Arnhem met Berendina Margaretha Pepfenhauser (1855-1946), dochter van de medicus Hendrik Pepfenhauser. Ook deze was naar de maatstaven van die tijd tamelijk vooruitstrevend. Pepfenhauser was stadsgeneesheer van Arnhem en lid van de vrijmetselaarsloge aldaar. Het echtpaar kreeg zes kinderen, van wie twee op jeugdige leeftijd stierven. De anderen waren: Adolphine Henriette Engelbrecht (1878-1936), Willem Bernard Engelbrecht (1881-1955), Nisette Cornelie Engelbrecht (1882-1971) en Edwin Marie Louis Engelbrecht (1887-1960). De eerstgenoemde zoon, Willem B. Engelbrecht, werd diplomaat, vooraanstaand NSB'er en van 1941-1945 Commissaris der Provincie Utrecht; de tweede zoon, Edwin M.L. Engelbrecht, werd net als zijn vader jurist.

## Loopbaan
Engelbrecht vervulde zijn militaire dienst als 2de luitenant ter zee in de Zuider- en Oosterafdeling van Borneo. Zijn diensttijd viel samen met de expeditie naar de Zuider- en Oosterafdeling van Borneo, onder leiding van Andresen en Verspyck in 1859 en 1860, waaraan hij deelnam. Na zijn militaire dienst studeerde Engelbrecht rechten in Leiden, waar hij niet alleen de meesterstitel haalde, maar ook op 14 januari 1862 promoveerde op een naar de maatstaven van die tijd uitgebreid proefschrift over de koloniale wetgeving. Zijn grote juridische kennis en werkkracht bepaalden zijn verdere loopbaan in Nederlands-Indië. Engelbrecht was een van de voorlopers van de latere ethische politiek die uiteindelijk moest leiden tot de onafhankelijkheid van Indonesië. Zijn opinie was in belangrijke mate gevormd door zijn ervaring als zoon van een hooggeplaatst koloniaal marine-officier, door zijn ervaringen in Borneo en door zijn studie in Leiden. In zijn proefschrift verdedigde Engelbrecht het idee van Nederlands-Indië als een onafhankelijke staat in eigen rechte, zij het ondergeschikt aan het Koninkrijk der Nederlanden. Daarmee ging hij tegen de destijds heersende opvatting dat Nederlands-Indië geen eigen staatsrecht had in, zoals deze bijvoorbeeld werd gesteld door de jurist H.A. Blume (Leiden 1858). 
Na zijn studie trad Engelbrecht in dienst van de koloniale administratie. In 1862 werd hij lid van de Raad van Justitie in Semarang, waarvan hij in 1886 president werd. Deze functie bekleedde hij tot 1891, toen hij door gouverneur-generaal Cornelis Pijnacker Hordijk werd benoemd tot Directeur van het Departement van Justitie te Batavia. In deze functie werkte hij actief aan de omvorming van Nederlands-Indië tot een met alle juridische middelen uitgeruste staat binnen het Nederlandse koloniale imperium. Mede om deze reden gaf de Hordijk hem de opdracht om een ontwerp te maken voor een regeringsreglement, een taak waarvan hij zich binnen de tijd van één maand kweet. In 1893 werd hij lid van de Raad van Nederlandsch-Indië die feitelijk fungeerde als regering van de kolonie. Als directeur van het Departement van Justitie vervulde hij de functie van verantwoordelijke voor justitie. Engelbrecht werd in 1897 op eigen verzoek gepensioneerd. Hij bleef echter nauw betrokken bij Nederlands-Indië. Zijn voorstellen leidden in 1900 tot een complete reorganisatie van de Nederlands-Indische wetten. Uiteindelijk ondernam Engelbrecht de taak om deze codificatie te publiceren. Dit resulteerde in het werk Nederlandsch-Indisch Wetboek dat in 1907 uitkwam en beschouwd kan worden als Engelbrechts opus majus. Dit wetboek werd ettelijke keren door Engelbrecht in samenwerking met zijn jongste zoon Edwin M. L. Engelbrecht, later alleen door deze, bewerkt en uitgebreid. Het wetboek stond aan de basis van het huidige Indonesische wetboek. Engelbrecht was ridder in de Orde van de Nederlandse Leeuw.  Na zijn pensionering keerde hij terug naar Nederland, waar hij op de leeftijd  van 82 jaar in zijn woning op de Koninginnegracht in Den Haag overleed op 28 oktober 1921.

## Belangrijkste publicaties
- W.A. Engelbrecht, Artikel 2 Reglement op het beleid der Regering van Nederlandsch-Indië, in verband met artikel 107, Regeringsreglement van Nederlandsch-Indië, en de Nederlandsche wetgeving op het Nederlanderschap. Leiden: Hazenberg 1862, 118p. (Diss. Leiden)
- W.A. Engelbrecht, De Nederlandsch-Indische Wetboeken: de Grondwet voor het Koningrijk der Nederlanden, het Reglement op het beleid der Regering van Nederlandsch-Indië en andere wetten, wettelijke verordeningen en besluiten, met verwijzing naar de op elk artikel betrekking hebbende Nederlandsch-Indische, Nederlandsche en Fransche wetsbepalingen, Semarang: A. Bisschop 1890 (meer dan 20 drukken, laatste uitgave in het Indonesisch: Jakarta: Ichtiar Baru-Van Hoeve 1989)